# Нойс, Филлип
Фи́ллип Нойс (англ. Phillip Noyce, род. 29 апреля 1950 года в Гриффите) — австралийский актёр, кинорежиссёр, сценарист, продюсер, оператор, монтажёр.

## Биография
Филлип Нойс родился 29 апреля 1950 года в городе Гриффит штата Новый Южный Уэльс в Австралии. Когда ему было 12 лет, семья переехала в Сидней. В 18 лет снял свой первый короткометражный фильм, «Лучше царить в аду» («Better to Reign in Hell»). Дважды поступал в Сиднейский университет, сначала на юридический факультет, потом на факультет изящных искусств. В 1973 году Нойс поступил в открывшуюся в том же году Австралийскую национальную школу кино, телевидения и радио. Здесь он снял 50-минутный документальный фильм «Кастор и Поллукс» («Castor and Pollux», 1974 год), получивший приз Рубена Мамуляна на Сиднейском кинофестивале как лучший короткометражный фильм Австралии.
В 1975 году Нойс снял свой первый профессиональный фильм, 50-минутную документальную драму «Бог знает почему, но это работает» («God Knows Why, But It Works»). Первым полнометражным фильмом стал роуд-муви «Просёлочные дороги» («Backroads») с известным австралийским актёром Биллом Хантером, который также снялся ещё в двух фильмах Нойса. Крупным успехом стал следующий фильм, «Кинофронт» («Newsfront, 1978 год»), получивший премии Австралийской академии кинематографа и телевидения в номинациях «Лучший фильм», «Лучший режиссёр» и «Лучший оригинальный сценарий», также открывавший Лондонский кинофестиваль и участвовавший в Нью-йоркском кинофестивале.
Международный успех австралийского фильма «Мёртвый штиль» с Николь Кидман в главной роли привёл Филлипа Нойса в Голливуд, где он в 90-х годах снял 6 фильмов, среди них два политических триллера с Харрисоном Фордом, «Игры патриотов» и «Прямая и явная угроза», а также эротический триллер «Щепка», ставший самым провальным в его карьере — за него Нойс номинировался на антипремию «Золотая малина» как худший режиссёр.
В 2002 году Нойс вернулся в Австралию, где снял фильм «Клетка для кроликов», в том же году вышел фильм «Тихий американец». Оба фильма пользовались большим успехом и принесли автору несколько наград (рейтинг Rotten Tomatoes 88 % и 87 % соответственно).
Наибольшим кассовым успехом стал шпионский триллер «Солт» 2010 года, принёсший $295 млн кассовых сборов.
Также Нойс участвовал в создании австралийских и американских сериалов.

## Личная жизнь
С 1971 по 1977 год Филлип Нойс был женат на Ян Чапман, австралийском кинопродюсере. 
Второй брак, также с кинопродюсером, Ян Шарп, продлился с 1979 по 2004 год; в этом браке родилась дочь, Люсия. 
С 2006 года женат на южноафриканском дизайнере Вуйо Дьязи (Vuyo Dyasi), в этом браке родились сын Лувуйо (Luvuyo) и дочь Аянда (Ayanda).

## Фильмография

### Режиссёр
- 1977 — Просёлочные дороги / Backroads
- 1978 — Кинофронт / Newsfront
- 1982 — Жара / Heatwave
- 1983 — Вынужденная отставка / The Dismissal
- 1984 — Побег из Ковры / The Cowra Breakout
- 1985 — Автостопщик / The Hitchhiker — телесериал (режиссёр пяти эпизодов)
- 1987 — Тени павлина (другой вариант перевода — Эхо в раю) / Echoes of Paradise
- 1989 — Мёртвый штиль / Dead Calm  — драма с Сэмом Ниллом и Николь Кидман
- 1989 — Слепая ярость / Blind Fury — американский фильм-боевик с Рутгером Хауэром в главной роли
- 1992 — Кафе кошмаров / Nightmare Cafe
- 1992 — Игры патриотов / Patriot Games — политический триллер с Харрисоном Фордом в главной роли
- 1993 — Щепка / Sliver — эротический триллер с Шэрон Стоун и Уильямом Болдуином
- 1994 — Прямая и явная угроза / Clear and Present Danger — политический триллер с Харрисоном Фордом в главной роли
- 1997 — Святой / The Saint — фильм с Вэлом Килмером, действие которого разворачивается в Москве середины девяностых
- 1999 — Власть страха / The Bone Collector — криминальная драма о серийном убийце с Анджелиной Джоли и Дензелом Вашингтоном
- 2002 — Клетка для кроликов / Rabbit-Proof Fence — фильм на тему украденного поколения
- 2002 — Тихий американец / The Quiet American — экранизация одноимённого романа Грэма Грина
- 2003 — Вернуть из мёртвых / Tru Calling — телесериал
- 2004 — Добро пожаловать в Сан-Паулу / Bem-Vindo a São Paulo
- 2006 — 2008 — Братство / Brotherhood — телесериал
- 2006 — Игра с огнём / Catch a Fire — драма на тему апартеида
- 2010 — Солт / Salt  — американский боевик с Анджелиной Джоли в главной роли
- 2011 — Месть / Revenge — телесериал
- 2012 — Американские реалии / Americana — телесериал
- 2012 — Удача (Фарт) / Luck — телесериал (4-я серия)
- 2013 — Мэри и Марта / Mary and Martha — фильм с Хилари Суонк и Брендой Блетин на тему борьбы с малярией в Африке
- 2014 — Кризис / Crisis — телесериал
- 2014 — Посвящённый / The Giver — фильм-антиутопия об идеальном обществе будущего
- 2015 — Воин / Warrior
- 2016 — Корни / Roots
- 2016 — Above Suspicion
- 2021 — Гонка со временем / The Desperate Hour (Lakewood)
- 2023 — Чарли-Пуля / Fast Charlie

### Сценарист
- 1977 — Просёлочные дороги / Backroads
- 1978 — Кинофронт / Newsfront
- 1982 — Жара / Heatwave
- 1984 — Побег из Ковры / The Cowra Breakout
- 1987 — Вьетнам, до востребования / Vietnam

### Продюсер
- 1977 — Просёлочные дороги / Backroads
- 2002 — Клетка для кроликов / Rabbit-Proof Fence
- 2003 — Вернуть из мёртвых / Tru Calling — телесериал (исполнительный продюсер)
- 2011 — Тушите свет / Lights Out — телесериал (исполнительный продюсер)
- 2012 — Американские реалии / Americana — телесериал (исполнительный продюсер)
- 2014 — Кризис / Crisis — телесериал (исполнительный продюсер)

### Оператор
- 2004 — Добро пожаловать в Сан-Паулу / Bem-Vindo a São Paulo